# Jean-Baptiste Benoît Eyriès
Jean-Baptiste Benoît Eyries Marsella, 24 de junio de 1767 - Graville, El Havre, 13 de junio de 1846) fue un geógrafo francés.

## Biografía
Hijo de un teniente de fragata, llega a El Havre a la edad de cinco años cuando su padre fue nombrado Comandante de la Armada. Estudió en el Colegio de Juilly, no muy lejos de París, y viajó mucho en el norte de Europa, donde estudió la botánica y la mineralogía. A continuación tiene varias expediciones comerciales en diferentes partes del mundo. Llamado a París en 1794 para liberar a su padre, encarcelado como sospechoso por las autoridades revolucionarias, se instaló definitivamente en la capital en 1805. Asistió a estudiosos como Jussieu y Cuvier y coleccionó los libros de viajes. En 1821 , se convirtió en uno de los fundadores de la Sociedad de Geografía de París y es también un miembro de la Sociedad Asiática . Fue elegido miembro libre de la Academia de Inscripciones y Bellas Letras en 1839 . Víctima de un ataque de apoplejía en 1844 , murió dos años más tarde en la casa de su hermano cerca de Le Havre.
Eyries, que estaba dotado de una memoria prodigiosa y hablaba nueve idiomas, ha publicado varios trabajos geográficos y traducido del inglés, alemán y lenguas escandinavas muchas historias de viajeros y exploradores. También ha colaborado en los Annales des voyages de la géographie et de l'histoire de Conrad Malte-Brun, la Biografía universal de Louis-Gabriel Michaud, a l’Encyclopédie moderne de Leon Renier en l’Encyclopédie des connaissances utiles y en la collection des Costumes, mœurs et usages de tous les peuples.

## Principales publicaciones
- Abrégé des voyages modernes depuis 1780 jusqu'à nos jours (faisant suite à L'Histoire générale des voyages de Jean-François de La Harpe, 14 v. 1822-1824)

- Bibliomappe, ou Livre-cartes, textes analytiques, tableaux et cartes indiquant graduellement la géographie naturelle, les divisions géographiques, politiques, civiles, etc., les noms géographiques, historiques de tous les âges et de toutes les parties de l'univers, avec l'indication chronologique des découvertes des navigateurs, des changements survenus dans la circonscription des États, leurs dénominations, etc. con Jacques-Charles Bailleul y Pierre Daunou (2 v. 1824-1826)

- Abrégé de géographie moderne, ou Description historique, politique, civile et naturelle des empires, royaumes, états et leurs colonies, avec celle des mers et des îles de toutes les parties du monde, con John Pinkerton y Charles Athanase Walckenaer (2 v. 1827)

- Recherches sur la population du globe terrestre (1833)

- Voyage pittoresque en Asie et en Afrique, résumé général des voyages anciens et modernes (1839)

- L'Univers, histoire et description de tous les peuples : Danemark (1846)

- Dictionnaire de géographie ancienne et moderne, con E.-G. Béraud (1847)

Ediciones de obras
- Jean-Louis-Hubert-Simon Deperthes : Histoire des naufrages, délaissements de matelots, hivernages, incendies de navires et autres désastres de mer, recueillis des plus authentiques relations (3 v. 1815-1818)

- Charles Cochelet : Naufrage du brick français La Sophie, perdu le 30 mai 1819 sur la côte occidentale d'Afrique, et captivité d'une partie des naufragés dans le désert du Sahara, avec de nouveaux renseignements sur la ville de Timectou (2 v. 1821)

Traducciones
- William Robert Broughton : Voyage de découvertes dans la partie septentrionale de l'océan Pacifique, fait par le capitaine W. R. Broughton, pendant les années 1795, 1796, 1797 et 1798 (2 v. 1807)

- Friedrich August Schulze : Voyage en Pologne et en Allemagne fait en 1793 par un Livonien, où on trouve des détails très étendus sur la révolution de Pologne, en 1791 et en 1794, ainsi que la description de Varsovie, Dresde, Nurenberg, Vienne, Munich, etc. (2 v. 1807)

- Alexander von Humboldt : Tableaux de la nature (1808)

- Friedrich August Schulze et Johann August Apel : Fantasmagoriana, ou Recueil d'histoires d'apparitions de spectres, revenants, fantômes, etc., traduit de l'allemand par un amateur (2 v. 1812)

- James Morier : Voyage en Perse, en Arménie, en Asie-Mineure et à Constantinople (3 v. 1813)

- John Mawe : Voyages dans l'intérieur du Brésil, particulièrement dans les districts de l'or et du diamant, faits avec l'autorisation du prince régent de Portugal en 1809 et en 1810, contenant aussi un voyage au Rio-de-la-Plata et un essai historique sur la révolution de Buenos-Ayres (1816)

- Leopold von Buch : Voyage en Norvège et en Laponie, fait dans les années 1806, 1807 et 1808 (2 v. 1816)

- John Aikin : Annales du règne de Georges III, depuis l'avènement de ce monarque jusqu'à la paix générale conclue en 1815 (3 v. 1817)

- Vasili Mikhailovich Golovnin : Voyage de M. Golovnin, contenant le récit de sa captivité chez les Japonais, pendant les années 1811, 1812 et 1813, et ses observations sur l'Empire du Japon, suivi de la relation du voyage de M. Ricord, aux côtes du Japon en 1812 et 1813 (2 v. 1818)

- Henry Eldred Curwen Pottinger : Voyages dans le Béloutchistan et le Sindhy, suivis de la description géographique et historique de ces deux pays (2 v. 1818)

- Johann Adam von Krusenstern :  Voyage autour du monde fait dans les années 1803, 1804, 1805 et 1806 (2 v. 1821)

- Maximilian zu Wied-Neuwied : Voyage au Brésil dans les années 1815, 1816 et 1817 (3 v. 1821-1822)

- Alexander Gordon Laing : Voyage dans le Timanni, le Kouranko et le Soulimana, avec Philippe François Lasnon de La Renaudière (1826)

- Egor Fedorovitch Timkovskiĭ : Voyage à Péking, à travers la Mongolie, en 1820 et 1821 (2 v. 1827)

- Hugh Clapperton :  Second voyage dans l'intérieur de l'Afrique, depuis le golfe de Benin jusqu'à Sackatou, par le capitaine Clapperton, pendant les années 1825, 1826 et 1827, suivi du Voyage de Richard Lander, de Kano à la côte maritime (2 v. 1829)

- Johann Ludwig Burckhardt : Voyages en Arabie, contenant la description des parties du Hedjaz regardées comme sacrées par les Musulmans, suivis de Notes sur les Bédouins et d'un Essai sur l'histoire des Wahabites  (3 v. 1835)

- Michael Joseph Quin : Voyage sur le Danube de Pest à Roustchouk (1836)